# Рада міністрів закордонних справ СНД
Рада міністрів закордонних справ Співдружності Незалежних Держав (РМЗС СНД) (рос. Совет министров иностранных дел Содружества Независимых Государств (СМИД СНГ)) — основний виконавчий орган СНД, який на основі рішень Ради глав держав, Ради глав урядів Співдружності здійснює координацію зовнішньополітичної діяльності держав — членів, включаючи їх діяльність у міжнародних організаціях, та організує консультації з питань світової політики, що становлять взаємний інтерес. Створення цього органу передбачено ст. 27 Статуту СНД.
Перше Положення про Раду міністрів закордонних справ було затверджено Рішенням Ради глав держав 24 вересня 1993 року у Москві. Перше засідання Ради відбулося 24 серпня 1993 року. Нову редакцію Положення про раду було прийнято 2 квітня 1999 року в Москві. Станом на 7 квітня 2012 року відбулося 52 засідання Ради міністрів закордонних справ СНД, на яких прийнято 836 документів. Чергові засідання Ради проводяться напередодні засідань Ради глав держав та Ради глав урядів Співдружності Незалежних Держав; можливе проведення та позачергових засідань.
Головування у Раді міністрів закордонних справ здійснюється по черзі кожною державою — учасницею СНД від імені її представника з урахуванням ротації гаразд російського алфавіту назв держав, терміном трохи більше року. У 2021 головою Ради є Володимир Макей, міністр закордонних справ Республіки Білорусь.

## Принципи
ЗМІД у своїй діяльності керується цілями та принципами Статуту Організації Об'єднаних Націй та Організації з безпеки та співробітництва в Європі, основними документами Співдружності Незалежних Держав, угодами, укладеними в рамках Співдружності, рішеннями Ради глав держав та Ради глав урядів, а також Положенням про Раду. справ Співдружності Незалежних Держав.

## Завдання
Основними завданнями РМЗС, згідно з положенням про нього, є:
- Організація виконання рішень Ради глав держав та Ради глав урядів Співдружності;
- сприяння розвитку співробітництва держав — учасниць Співдружності у зовнішньополітичній сфері, включаючи взаємодію їхніх дипломатичних служб;
- сприяння розвитку гуманітарного та правового співробітництва держав — учасниць Співдружності;
- Пошуки шляхів мирного врегулювання суперечок та конфліктів та створення обстановки миру, згоди та стабільності у Співдружності;
- Сприяння зміцненню дружби, добросусідства та взаємовигідного міжнародного співробітництва.

## Функції
РМЗС здійснює такі функції:
- Розробляє та вносить пропозиції та рекомендації для Ради глав держав та Ради глав урядів Співдружності;
- Розглядає хід виконання рішень Ради глав держав та Ради глав урядів Співдружності та укладених у рамках СНД міжнародних договорів та угод;
- Дає свій висновок про проєкти порядку денного засідань Ради глав держав та Ради глав урядів Співдружності;
- Проводить консультації в галузі зовнішньої політики держав - учасниць Співдружності з питань, що становлять взаємний інтерес;
- Сприяє обміну досвідом та інформацією про зовнішньополітичні питання;
- Розглядає питання організації взаємодії заінтересованих держав — учасниць Співдружності Незалежних Держав в Організації Об'єднаних Націй та інших міжнародних форумах, включаючи можливість висунення спільних ініціатив;
- Здійснює заходи щодо вдосконалення інформаційного забезпечення зовнішньополітичної діяльності держав — учасниць Співдружності, для роботи з архівами, підготовки та підвищення кваліфікації дипломатичних кадрів;
- Розглядає та вирішує інші питання за дорученнями Ради глав держав та Ради глав урядів Співдружності.

## Склад Ради
| Держава      | Представник           | Посада                                                                  | Повноваження з                         |
| ------------ | --------------------- | ----------------------------------------------------------------------- | -------------------------------------- |
| Азербайджан  | Джейхун Байрамов      | Міністр закордонних справ Азербайджану                                  | 16 липня 2020                          |
| Вірменія     | Арарат Мірзоян        | Міністр закордонних справ Вірменії                                      | 19 серпня 2021                         |
| Білорусь     | Максим Риженков       | Міністр закордонних справ Республіки Білорусь                           | 27 червня 2024                         |
| Казахстан    | Мурат Нуртлеу         | Міністр закордонних справ Республіки Казахстан                          | 3 квітня 2023                          |
| Киргизстан   | Жененбек Кулубаєв     | Міністр закордонних справ Киргизької Республіки                         | 22 квітня 2022                         |
| Молдова      | Міхай Попшой          | Міністр закордонних справ та європейської інтеграції Республіки Молдова | 29 січня 2024                          |
| Росія        | Сергій Лавров         | Міністр закордонних справ Російської Федерації                          | 9 березня 2004                         |
| Таджикистан  | Сіроджиддін Мухріддін | Міністр закордонних справ Таджикистану                                  | 29 листопада 2013                      |
| Туркменістан | Рашид Мередов         | Міністр закордонних справ Туркменістану                                 | 7 липня 2001                           |
| Узбекистан   | Бахтійор Саїдов       | Міністр закордонних справ Узбекистану                                   | 25 квітня 2023 (в.о. з 30 грудня 2022) |

ЗМІД відіграє важливу роль у миротворчій діяльності Співдружності. В рамках його діяльності розроблялися Положення про Колективні сили з підтримки миру в Співдружності Незалежних Держав та Концепція запобігання та врегулювання конфліктів на території держав — учасниць СНД та інші документи.
- Сторінка РМЗС СНД на Інтернет-порталі Співдружності незалежних держав
- Постійне представництво Російської Федерації при СНД
- Положення про Раду міністрів закордонних справ Співдружності Незалежних Держав